# Gerry Gazzard
Gerald Gazzard, più conosciuto con il diminutivo Gerry Gazzard (Cinderford, 15 maggio 1925 – Penzance, 29 settembre 2006) è stato un calciatore inglese, di ruolo centrocampista.

## Carriera
Dopo aver giocato nelle giovanili del Truro City e con i dilettanti del Penzance, nel maggio del 1949 firma un contratto professionistico con il West Ham Utd, club della seconda divisione inglese. Esordisce con gli Hammers il 20 agosto 1949, nella partita di campionato pareggiata per 2-2 sul campo del Luton Town; segna il suo primo gol nel club (ed in generale in competizioni professionistiche) il successivo 27 agosto, nella vittoria casalinga per 2-1 contro il Barnsley. Nella sua prima stagione totalizza complessivamente 40 presenze e 5 reti fra tutte le competizioni (38 presenze e 4 reti in campionato e 2 presenze ed una rete in FA Cup). La stagione 1950-1951 è invece la sua migliore in carriera: continua infatti a giocare stabilmente da titolare, collezionando 41 partite e 13 reti in campionato e 2 presenze ed una rete in FA Cup; continua a giocare con regolarità anche nell'annata successiva, nella quale raggiunge ancora la doppia cifra di reti segnate (11) in 31 partite di campionato, oltre a 3 presenze ed una rete in FA Cup. Tra il 1952 ed il 1954 continua poi a far parte della rosa dei londinesi, perdendo però il posto da titolare: nella stagione 1952-1953 gioca infatti 8 partite, mentre nella stagione 1953-1954 gioca un'unica partita di campionato, nella quale segna peraltro una rete. Nella seconda parte della stagione 1954 viene ceduto al Brentford, club di seconda divisione, dopo un totale di 133 presenze e 35 reti in competizioni ufficiali con la maglia del West Ham (tra cui 119 presenze e 29 reti nella seconda divisione inglese). Termina quindi la stagione 1953-1954 al Brentford, con cui segna 6 reti in 13 presenze in campionato, arrivando così ad un totale in carriera di 132 presenze e 35 reti nella seconda divisione inglese. La stagione trascorsa alle Bees è anche la sua ultima in carriera tra i professionisti, dal momento che al termine della stagione 1953-1954 fa ritorno al Penzance, con cui continua a giocare a livello dilettantistico.